# Bataleur
Bataleur («Valkiri» Mk.II) — южноафриканская реактивная система залпового огня. Разработана южноафриканской корпорацией «Armscor», неуправляемые снаряды разработаны «Somchem Division» (структурным подразделением Denel (Pty) Ltd). Является развитием РСЗО «Valkiri» Mk 1.22. Принята на вооружение южноафриканской армии в 1989 году.

## Устройство
Пусковая установка смонтирована на базе грузовой машины повышенной проходимости «SAMIL-100», ходовая часть выполненная по колёсной формуле 6 × 6. В кабине размещается на марше боевой расчёт из пяти человек.

## ТТХ
- Дальность стрельбы:
  - минимальная - 8 км
  - максимальная - 36 км
- Калибр: 127 мм
- Количество направляющих: 40
- Расчёт: 5 чел.
- Масса в боевом положении: 21,5 т
- Масса снаряда: 62 кг
- Продолжительность полного залпа: 46 сек.
- Время перезаряжания: 15-20 мин.
- Мощность двигателя: 315 л. с.
- Максимальная скорость движения: 75 км/час
- Запас хода: 1000 км

## Операторы
- ЮАР 26 Mk1, 21 Mk2, 4 в резерве [1]